# Matinera menuda frontgroga
La matinera menuda frontgroga (Schoeniparus variegaticeps) és un ocell de la família dels pel·lorneids (Pellorneidae).

## Hàbitat i distribució
Viu entre la malesa del bosc de les muntanyes del sud de la Xina a l'est de Szechwan i centre de Kwangsi.